# Villanyrendőr (Miskolc)
A Villanyrendőr Miskolc egyik közlekedési csomópontja, a Széchenyi utca és a Kazinczy/Szemere utca kereszteződése. Népszerű találkozóhely, információs pont. A kereszteződés sarkain a város fontos építményei állnak, de tágabb értelemben a Villanyrendőrhöz tartozónak számít a Szinva terasz és a Szinva hídon található Mancs-szobor is. A Villanyrendőrnél megállói vannak a Széchenyi utcán haladó 1-es és 2-es villamosnak, illetve néhány, észak-déli irányban haladó buszjáratnak. A Villanyrendőr, mint helyjelölő név az 1950-es években született a köznyelvben.

## Története

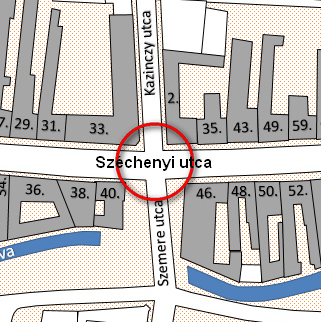
A Villanyrendőr elhelyezkedése

A Széchenyi utca és a Kazinczy/Szemere utca kereszteződése 1794-ben jött létre a Kazinczy utca megnyitásával, meglehetősen későn, legalábbis a belváros utcáinak középkori kialakulásához képest. A korábbi időkben a városon északi irányba, Szentpéter felé áthaladók Mindszent felől a Papszeren vagy a Mindszent (ma Szemere) utcán érkezve a Piac (ma Széchenyi) utcára fordulva nyugati irányban kellett haladniuk. Ezután a meglehetősen keskeny Boldogasszony (ma Déryné), vagy a Czikó (ma Kossuth) utcára fordultak rá, és ezek végén „jobbra” fordulva találták meg a Szentpéteri kapun átvezető utat. Az áthaladó forgalom alaposan megterhelte és megviselte az érintett utcákat, ezért Miskolc vezetése foglalkozni kezdett a közlekedési gondok megoldásával, végül a 18. században született meg az elhatározás a Mindszent utca északi meghosszabbítására: telkeket sajátítottak ki, teherbíró hidat („Veres híd”) építettek a Pecére, és az új utat 1794-ben adták át rendeltetésének. Neve akkor Vereshíd utca volt, majd 1859-ben kapta meg mai nevét.
Az új utca, illetve a kereszteződés hosszú ideig gond nélkül betöltötte feladatát, a forgalmat gyakorlatilag az áruszállító lovas kocsik jelentették, majd a 20. századra megjelentek a villamos- és a buszjáratok és a teher- és személygépkocsik is. Az 1897. július 10-én elindult villamos a Széchenyi utcán, annak déli oldalán haladt végig, egyvágányú, kitérős rendszerben. A buszközlekedés véglegesen 1926-ban indult el, a taxivállalkozások 1925-től működtek. A szekér- és bérkocsiforgalom lassan természetesen csökkent, a tömegközlekedési járművek és a személyautók forgalma azonban egyre gyorsuló ütemben növekedett, emellett az utcák gyalogosforgalma is jelentőssé vált. 1952-ben a villamos már kettős vágányon közlekedett, az észak-déli irányú villamosvágány (ez 1960-ig létezett) a Kazinczy, illetve a Szemere utca keleti oldalán futott, és a kereszteződésben keresztezte a főutcai vágányokat. Rendőri karjelzéses forgalomirányítás már a 20. század elején lehetett, egy 1910-es években készült felvételen legalábbis rendőr áll a kereszteződésben. A járművek és a gyalogosok közlekedése azonban egyre balesetveszélyesebbé vált, ezért a kereszteződésen áthaladó forgalom korszerű szabályozása halaszthatatlanná vált. 1949-ben a járdák sarkain jelzőlámpákat helyeztek el, a Kazinczy utca 2. számú „Zöld ház” előtti sarokra telepítették a vezérlőszekrényt, és egy rendőr kis dobogón állva kézzel kapcsolgatva irányította a forgalmat. Ez volt Miskolc első forgalomirányító lámpája. A Villanyrendőr elnevezés, ami rövidesen az egész kereszteződést jelölésére kiterjedt, már ekkoriban kialakulhatott.
A Széchenyi utca 42–44. szám alatti nevezetes Megay-cukrászda épületét 1955-ben lebontották, és a kiszélesedő térség lehetővé tette, hogy a közlekedésirányító lámpák vezérlését oda helyezzék át. A 1956-ban a sarkon egy gombaszerű vasbeton építményt telepítettek, amin egy henger alakú, üvegezett szekrényt alakítottak ki. A rendőr vaslétrán mászott fel a körülbelül 170–180 centiméter magas állványon elhelyezett dobozba, és kézi irányítással működtette a rendőrlámpákat. Az 1962-ben az irányító üvegfülkét – Dufala József belsőépítész tervei szerint – egy lépcsőt is magába foglaló, ferdén kiképzett acél tartószerkezethez rögzítve, 3 méter magasba emelték. Az irányítás változatlanul kézi volt. 1971-ben a forgalomirányítást automatika által vezérelt, elektronikus rendszerre cserélték, de az üvegfülke közel tíz évig ez után is megmaradt. Lebontását nagy tömegérdeklődés kísérte. A Villanyrendőr név változatlanul fennmaradt, és annyira beivódott a köztudatba, hogy feltehetően még sokáig használni fogják a miskolciak a kereszteződés megnevezésére.
2024 júniusában – civil kezdeményezésre – műemlékként felállították a Villanyrendőr utolsó üvegfülkéjét, a tartó konzolszerkezettel együtt. A teljes kivitelezés közadakozásból, cégek és civil szervezetek adományából készült. Az építmény pontos mása a réginek, az eredeti Dufala-féle tervrajzok alapján készült el.

## Építmények
Három Rózsa Szálló (Széchenyi utca 33.)
Az épület a Villanyrendőr északnyugati sarkán helyezkedik el. A Széchenyi utcára van címezve, de jelentős homlokzati fronttal rendelkezik a Kazinczy utcán is. A Három Rózsa Szálló helyén egykor az 1767-ben épült „Kura” (azaz Kurta), majd „Uradalmi 3 rózsa” nevű fogadó állt. 1878-ra épült meg az új szálloda, amelynek működése során több neve is volt. 1934-ben megszűnt a szállodafunkció, lakóház lett, a földszinten pedig üzleteket alakítottak ki. Közöttük a legrégebbi volt a Fehér Kígyó Gyógyszertár, amely 2022-ben új helyre költözött.
„Zöld ház” (Kazinczy utca 2.)
A kereszteződés északkeleti sarkán álló épület 1879–81-ben épült, Horváth Lajos volt az építtető. A mai „zöld ház” egykor díszes homlokzatokkal rendelkezett, de a későbbi felújítások teljesen eltüntették díszeit, erkélyeit. A Széchenyi utcai homlokzat héttengelyes kiképzésű volt, a középső három tengelyt rizalit díszítette, és erkély volt előtte. A Kazinczy utcai homlokzat 19 tengelyű, a középső hét szintén rizalitos volt, és valószínűleg itt is volt erkély. A Széchenyi utcai rész földszinti üzlethelyiségeiben Mahr Károly fűszerüzlete volt, és itt működött a Kígyó, illetve a Fehér Kígyó Gyógyszertár is. Az 1940-es évektől a Nemzeti Hitelintézet foglalta el mindkét utcai front jelentős részét, majd az Állami Biztosító. A 2010-es években a Széchenyi utca földszinti traktusaiban cukrászda, pékség és pénzváltó működik.
Lakó-üzletház (Széchenyi utca 46.)
A kereszteződés délkeleti sarkán, a Széchenyi utca 44–46. szám alatt korábban a Győri-ház néven ismert épület állt. A sarokházat Győri Ödön (1848–1928) szeszgyáros és nagykereskedő, Miskolc pénzügyi életének fontos személyisége építtette 1897-ben. Maga az emeleten lakott a családjával, a földszinten pedig üzletek voltak: eleinte Rosemberg Gyula szőnyegüzlete, majd 1908-tól a második világháborúig a hírneves Haász József „csemegekülönlegességek, fűszer-, bor- és ásványvizek kereskedése” működött benne. Az államosítások után Ofotért szaküzlet kapott helyet az üzlethelyiségben, mellette kalap- és sapkajavító üzem volt. A Szinvára néző szakaszon egy vendéglátóhely (talponálló), később totózó működött. A házakat 1965-ben lebontották, a helyüket parkosították, déli részén pedig pavilonokat nyitottak újságos és jegy-bérletpénztár számára. A 46. szám hatalmas tűzfalán 1966-ban mozaikból készült Miskolc-térképet helyeztek el. A területet végül beépítették, a 46. számmal összeépített új ház 2000 végére készült el, tervezője Farkas Pál volt. A kétemeletes, erősen formabontó épület, különösen annak háromemeletes „sarokbástyája” igen megosztja az emberek, de a szakma véleményét is.
A sajóládi pálos rendiek egykori kúriája (Széchenyi utca 40.)
A délnyugati sarkon 1909-től Megay Róbert cukrászdája működött, amelyről legendák keringtek a városban, ezért a sarkot Megay-saroknak nevezték a helybeliek. Megay 1922-ben meghalt, és néhány év múlva bezárt a cukrászda, az épületben pedig más boltok nyíltak. 1944-ben a németek felrobbantották a Szinván átívelő Forgó-hidat (a Forgó-híd a híd mellett lakóházzal rendelkező Forgó családról nyerte a nevét, más forrás szerint egy Forgó nevű hídmesterről), és a robbanás következtében a környező épületek is súlyos károkat szenvedtek, így a cukrászda épülete is. A megrongálódott épületet végül 1955-ben lebontották, a Szemere utca szélesítésére egyébként is szükség volt. A mai saroképület a sajóládi pálos rendiek pihenőháza (gyakorlatilag szállodája) volt, de a pálosok működésének betiltása miatt 1793-ban már nem az ő tulajdonuk volt. 1817-ben az ingatlant három részre osztották, a tulajdonos bizonyos Surányi György volt. A Megay cukrászda lebontása után a megnyílt keleti oldal tűzfalát homlokzatosították, virág- és dohányboltot, valamint ajándéküzletet (2017-ben vendéglátóhely) alakítottak ki, illetve a lakások számára ablakokat nyitottak.

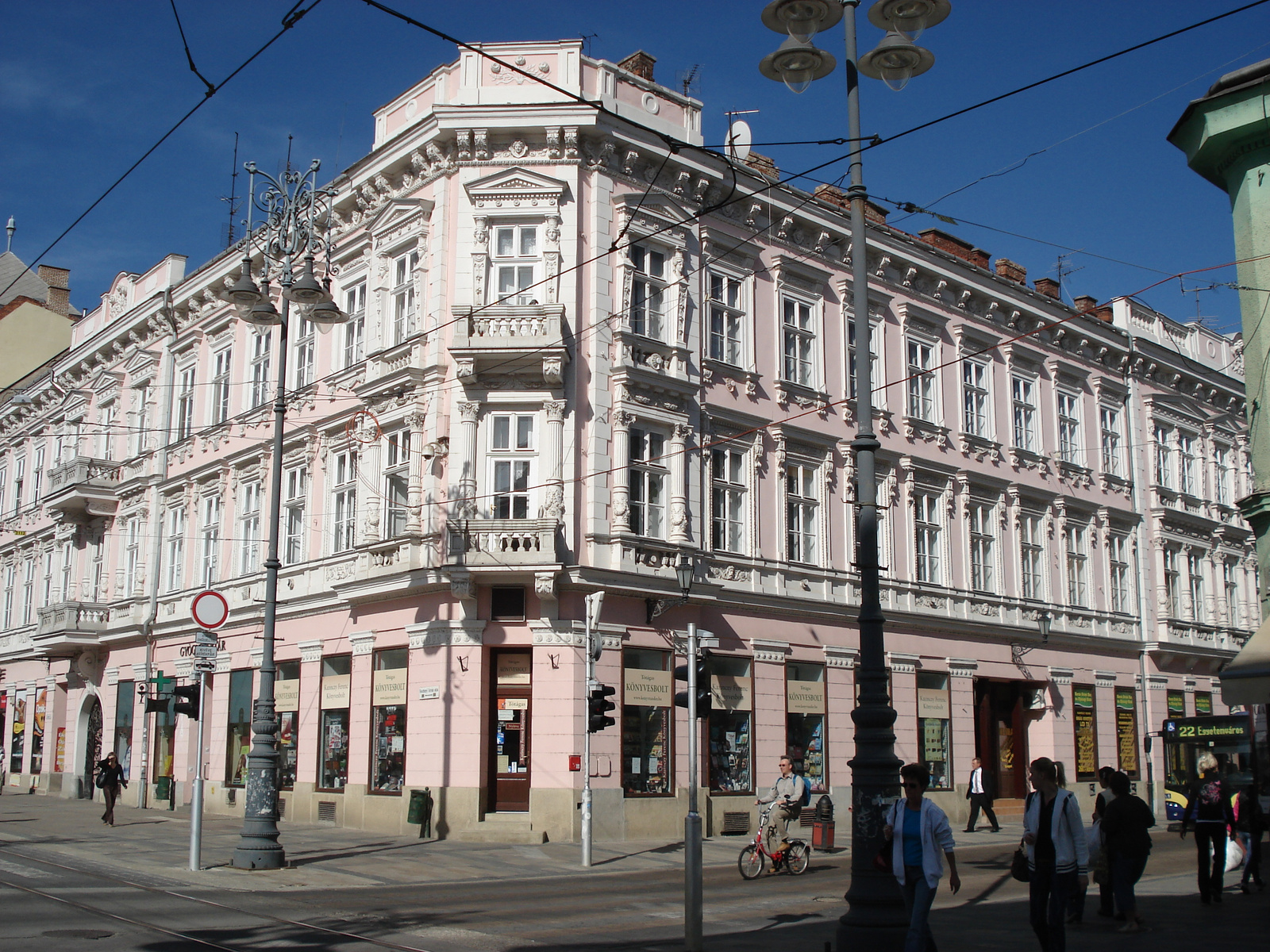
Az egykori Három Rózsa Szálló
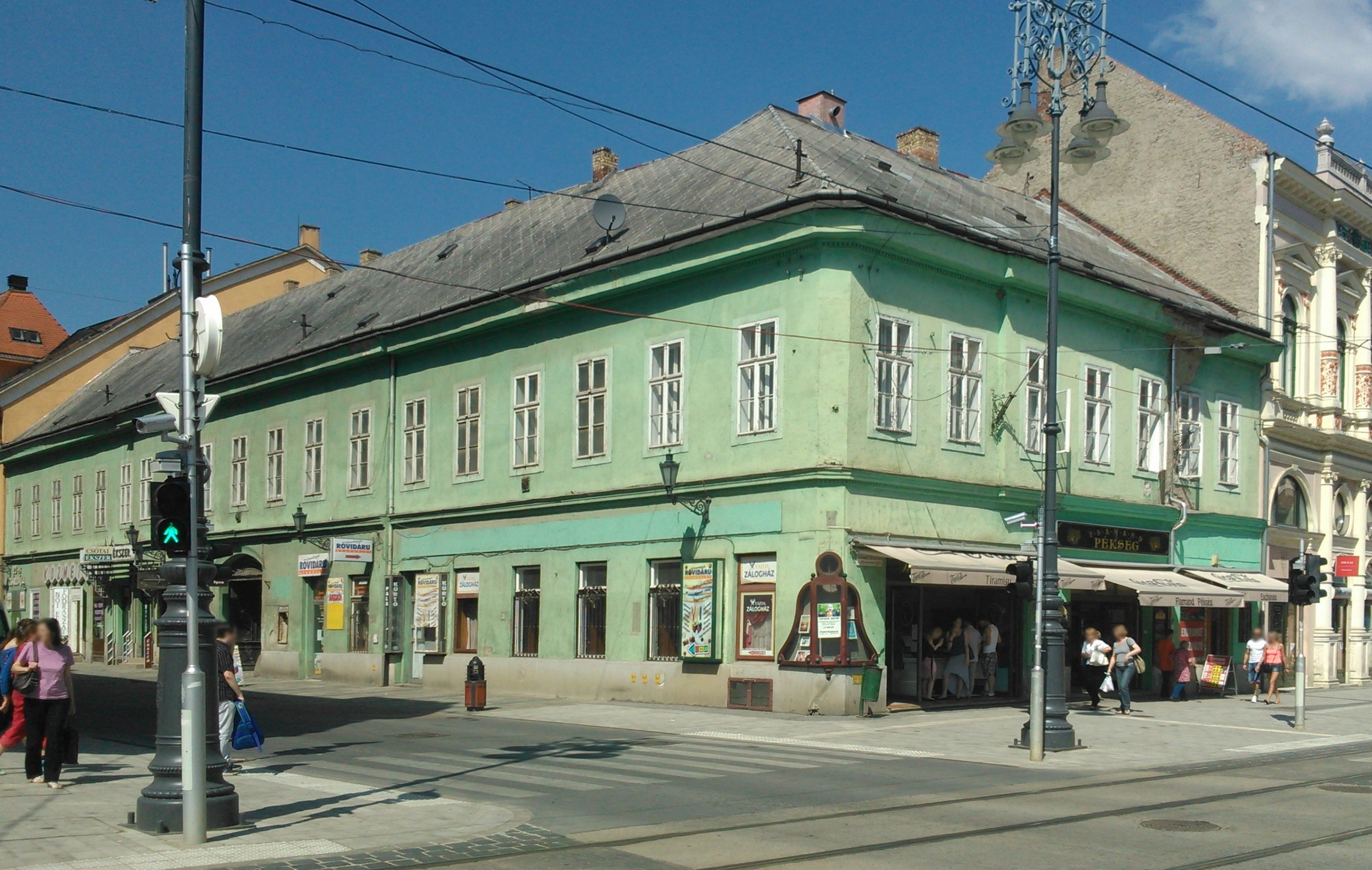
A „zöld ház”
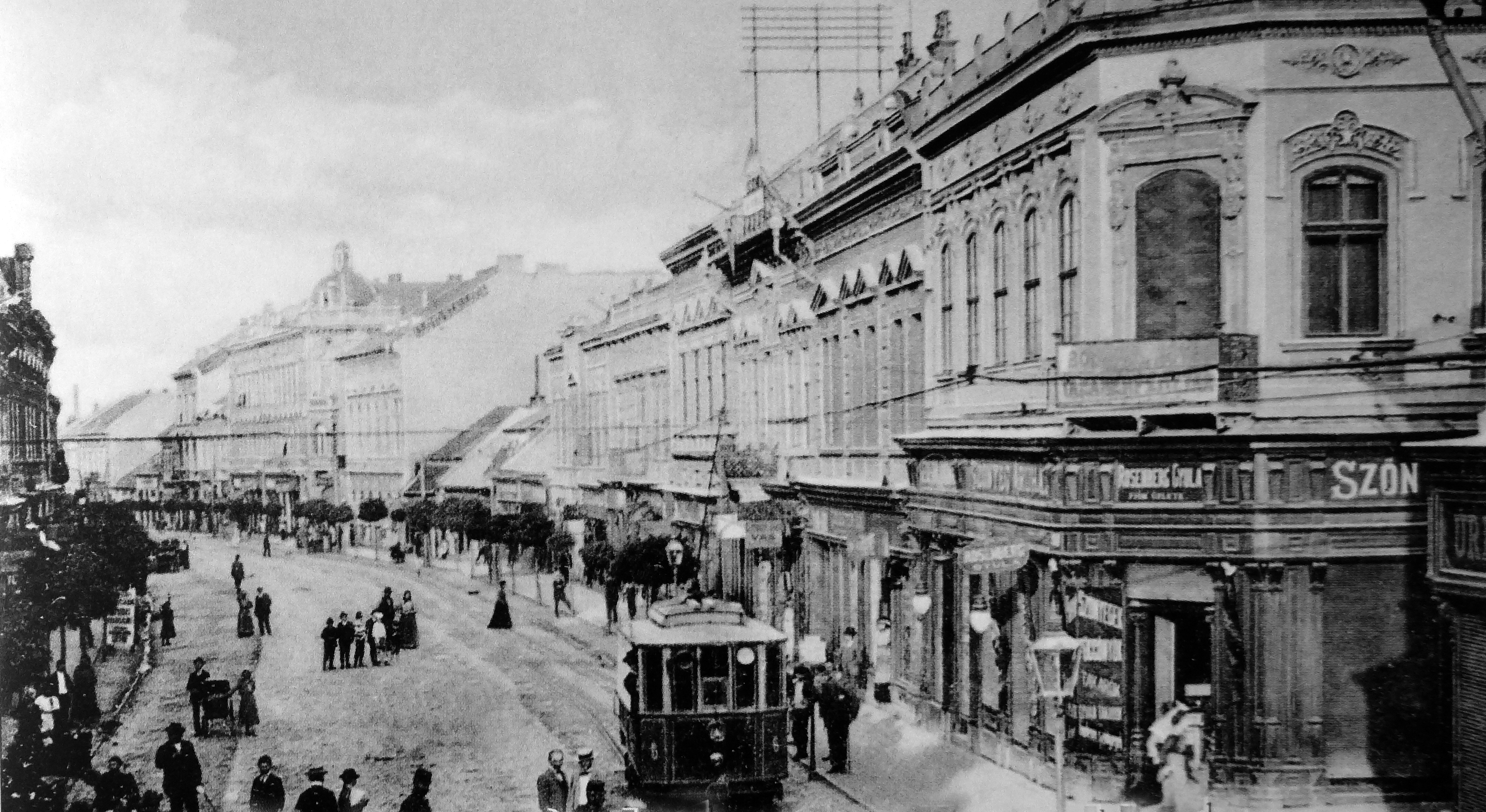
A Győri-ház 1900 körül
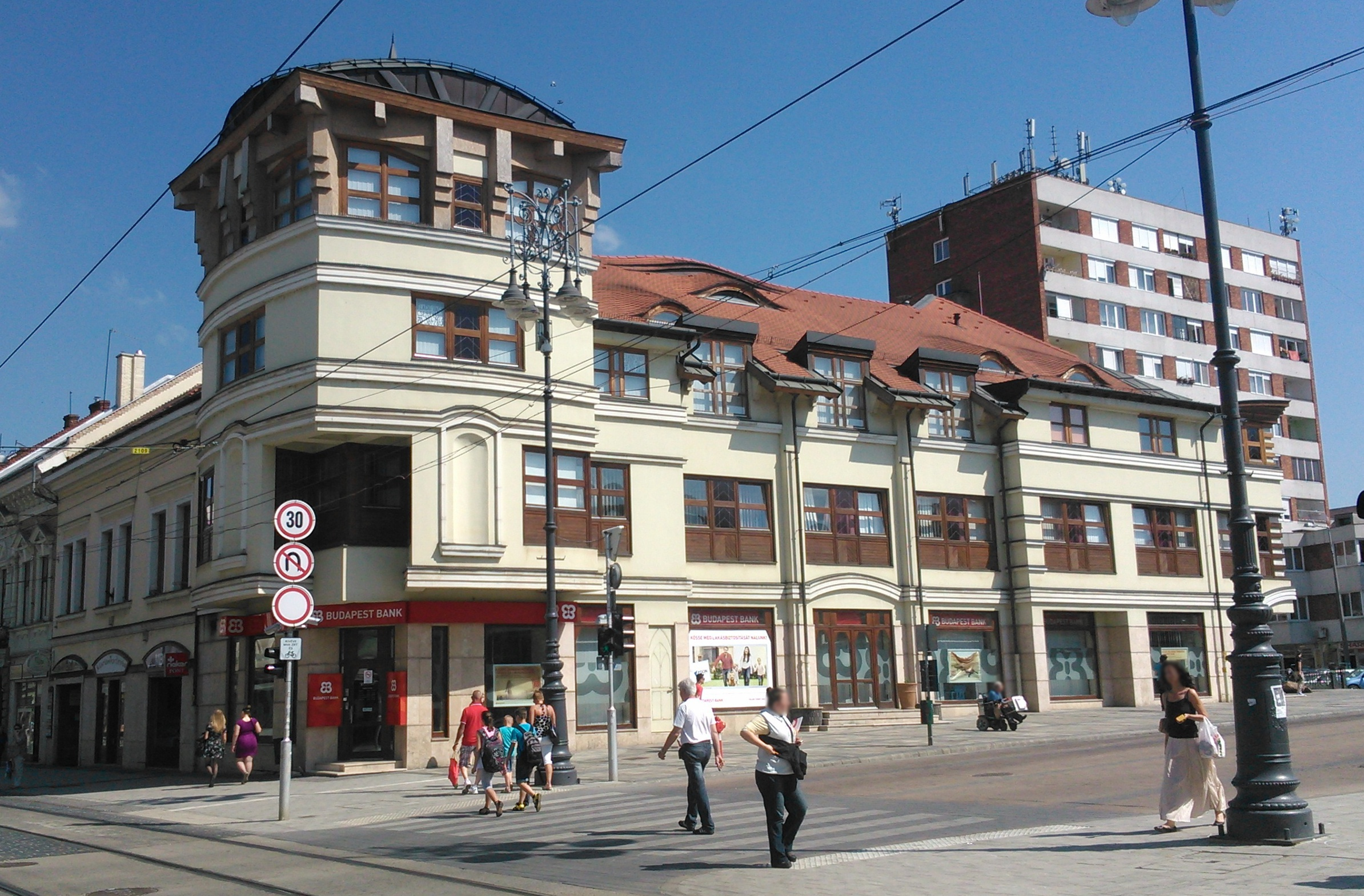
Lakó-üzletház a Győri-palota helyén
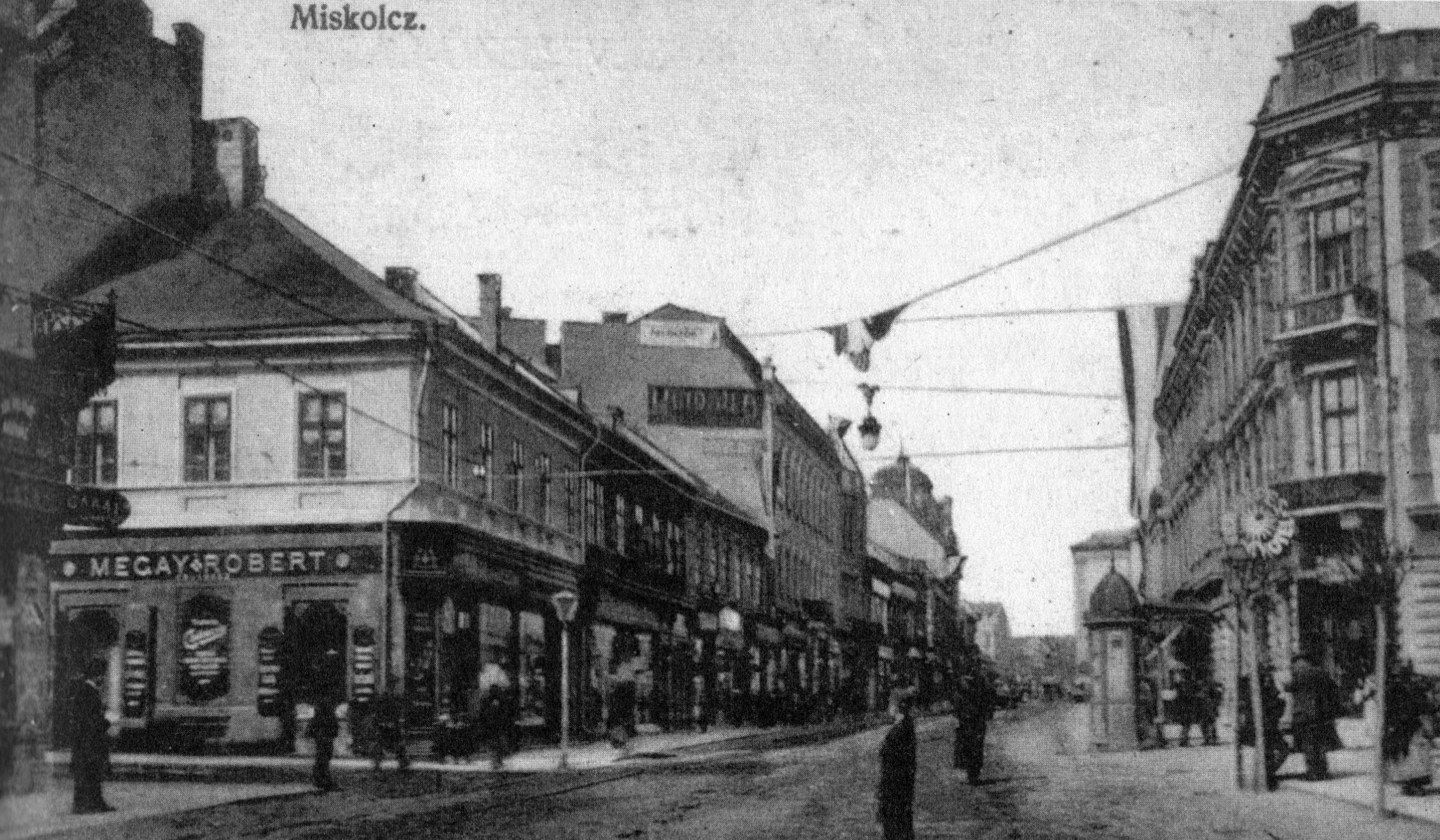
A Megay cukrászda 1912-ben
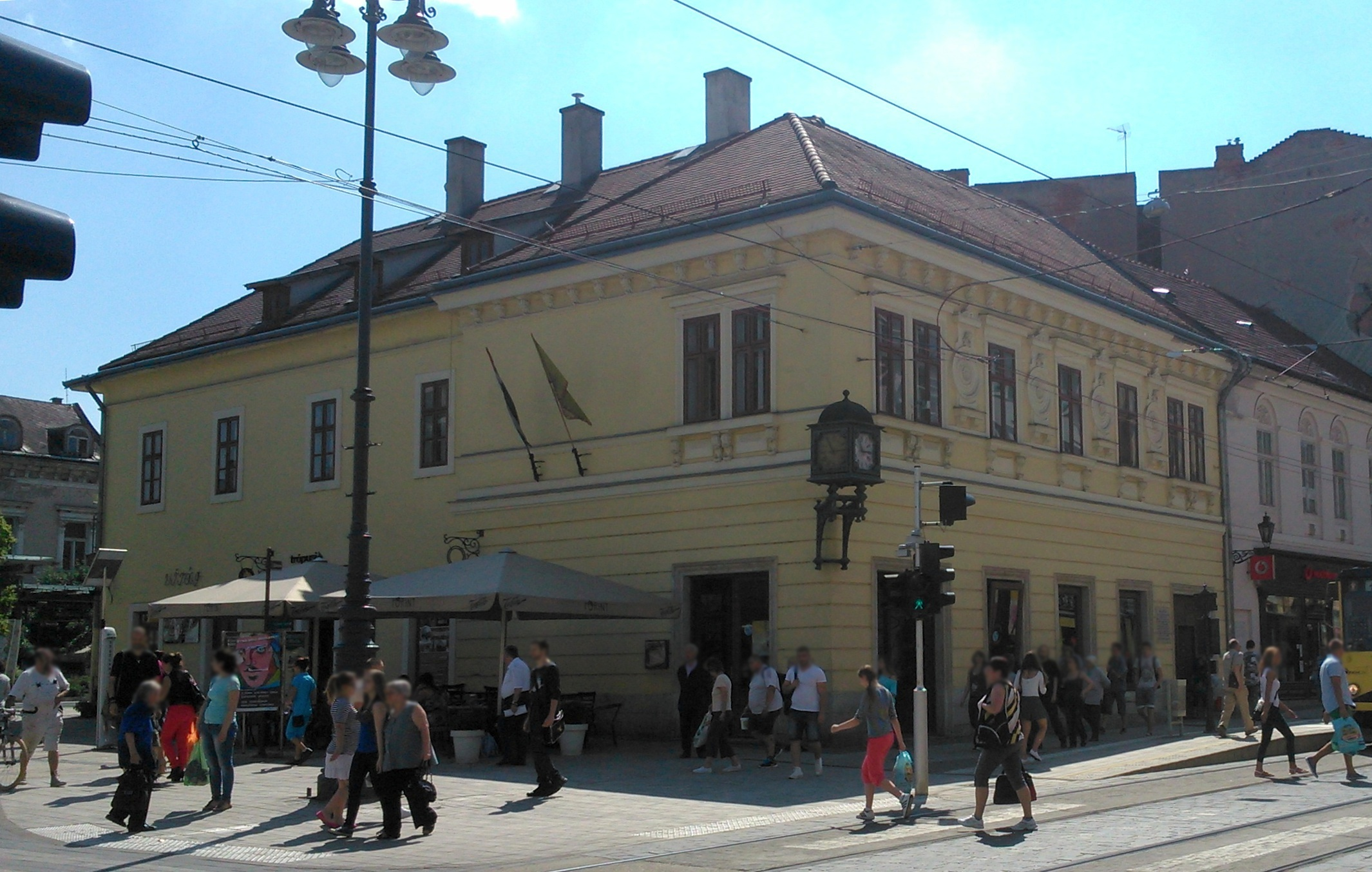
A sajóládi pálos rendiek egykori kúriája

## Képek a Villanyrendőrről

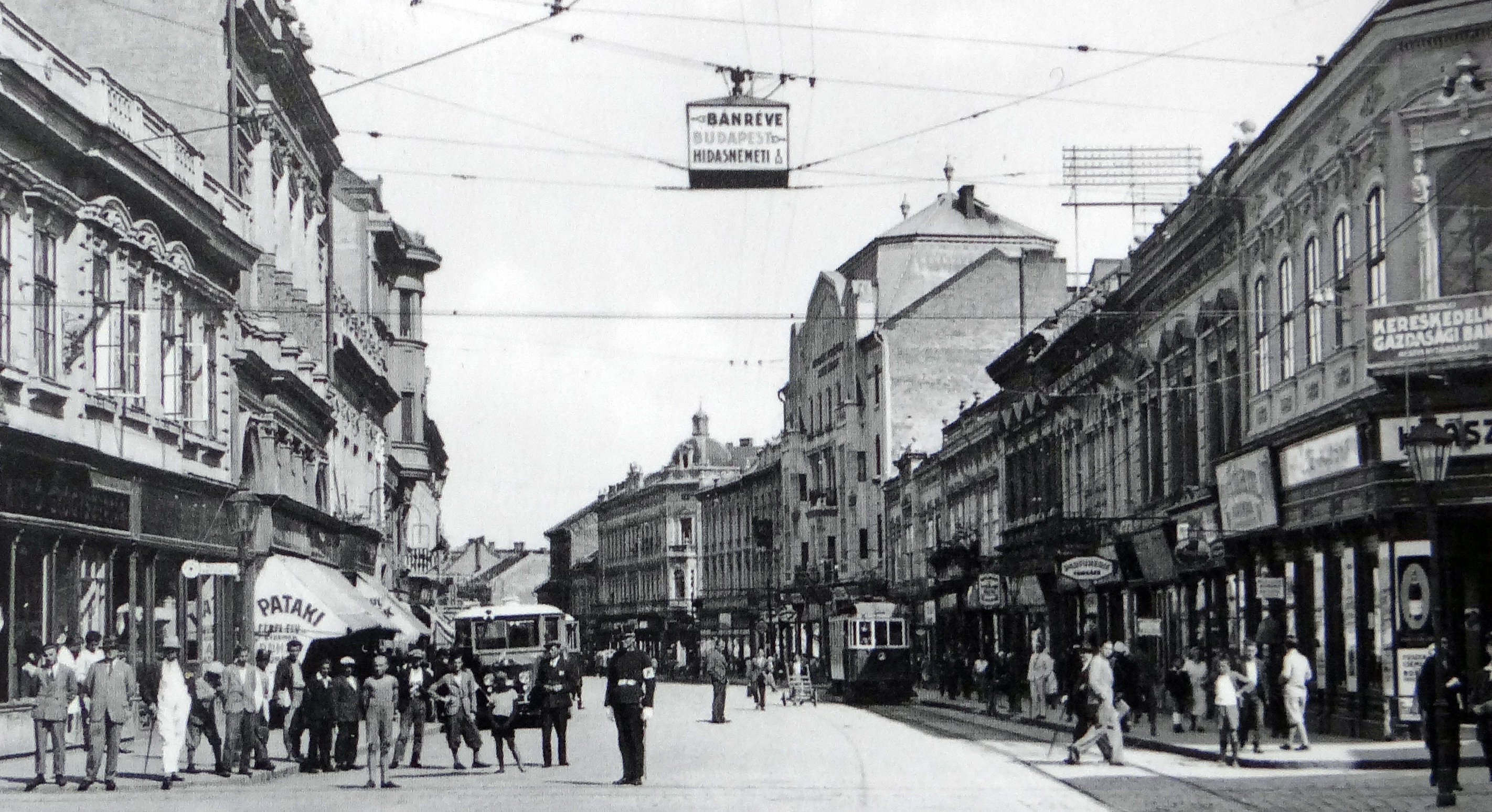
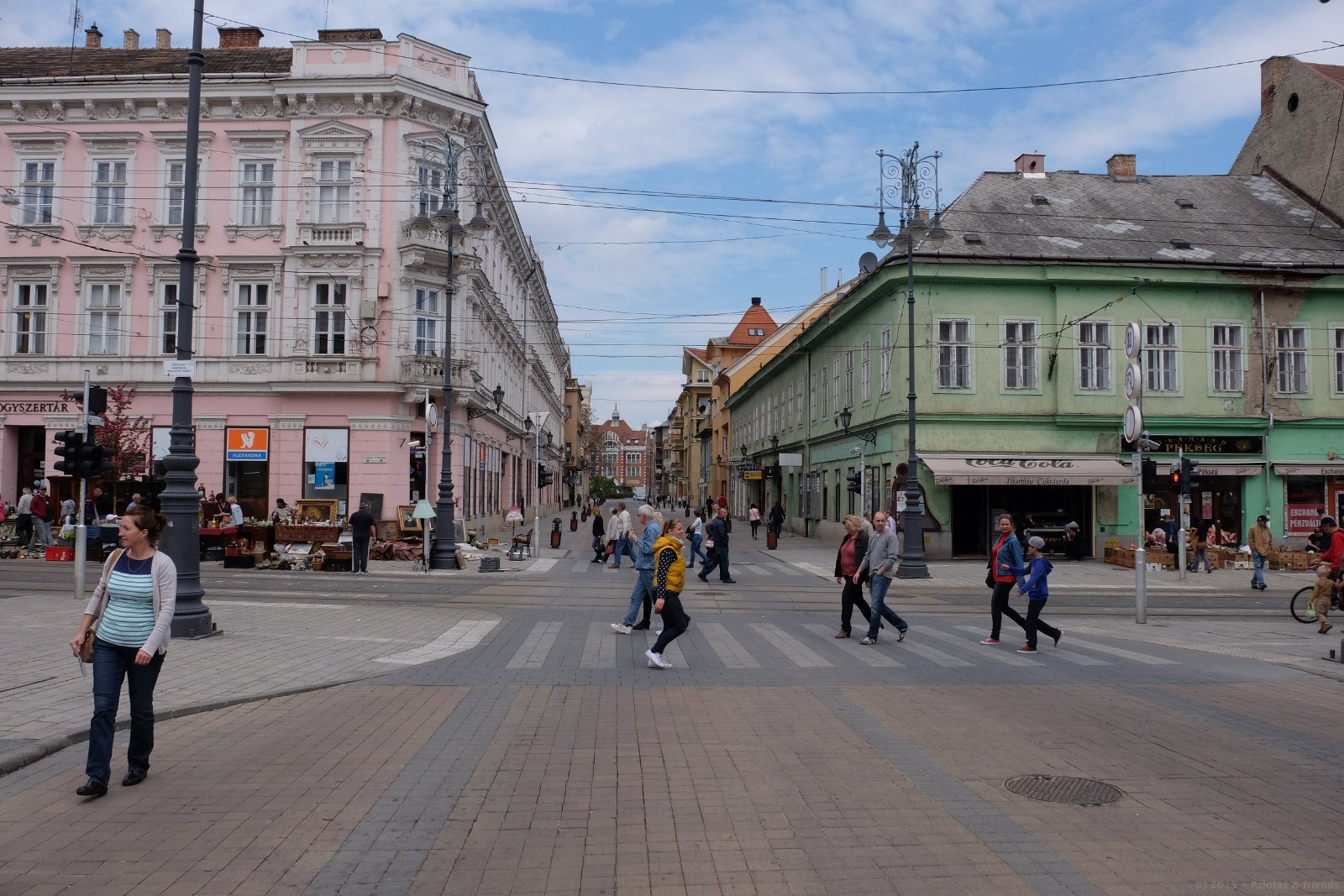
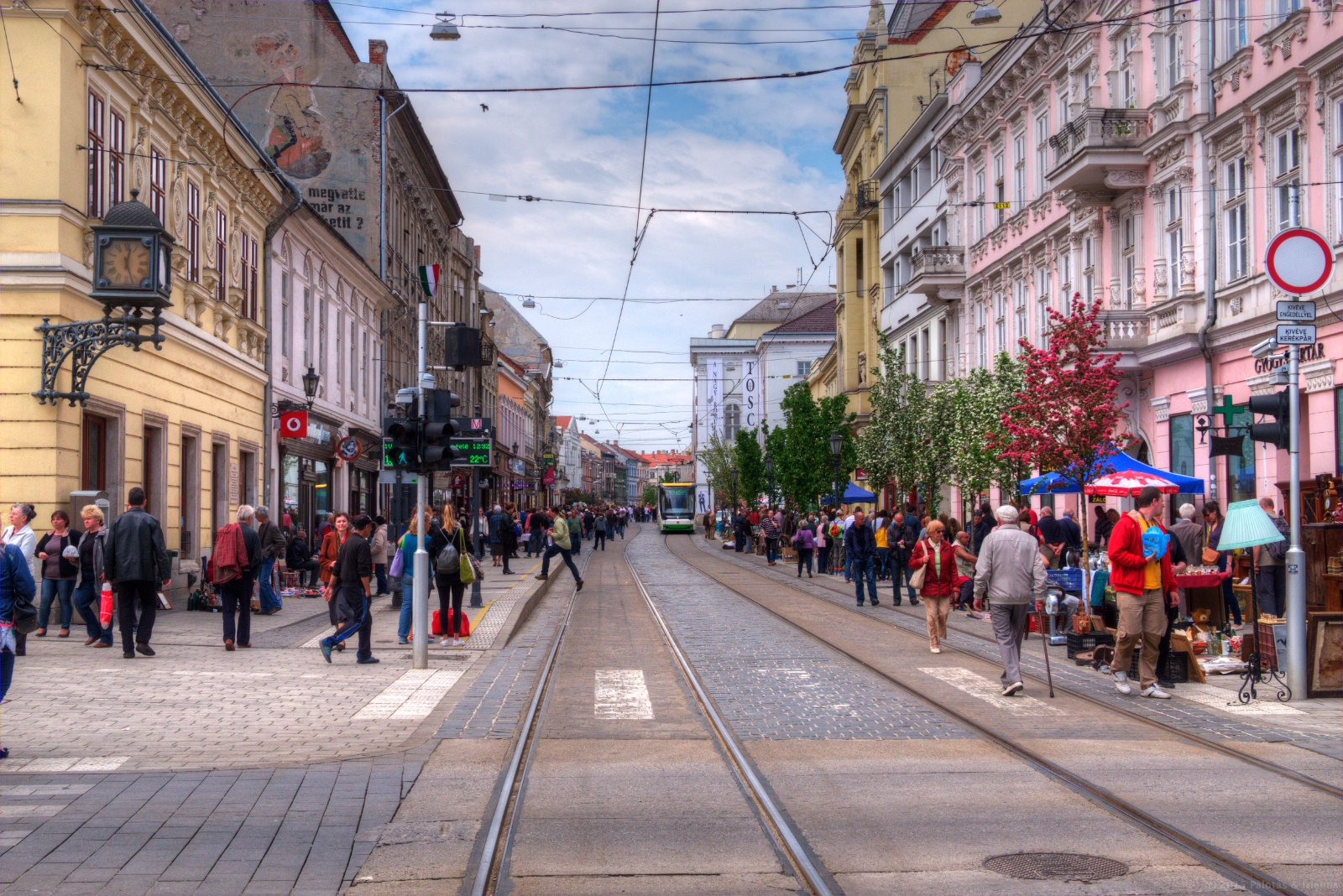
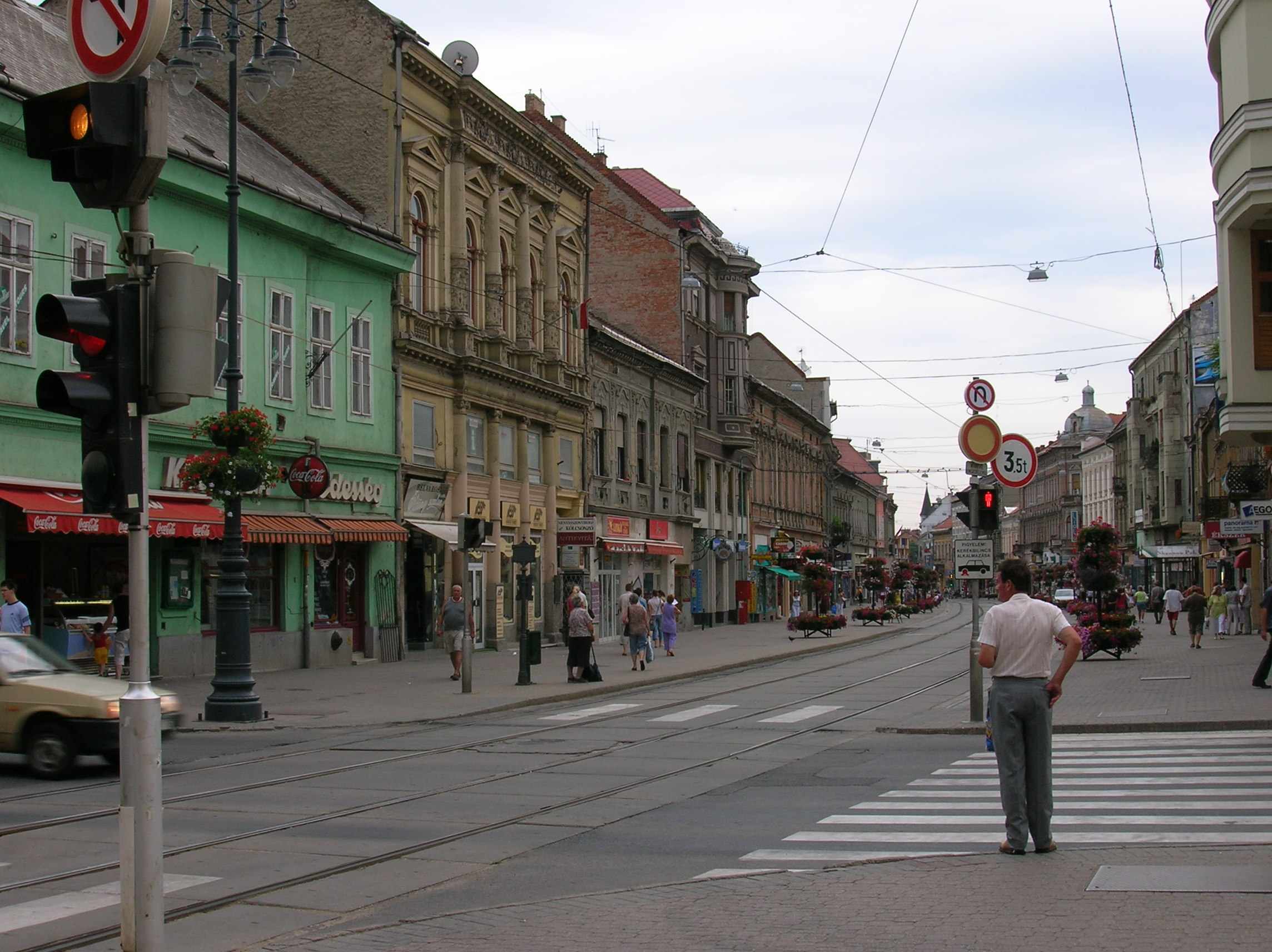
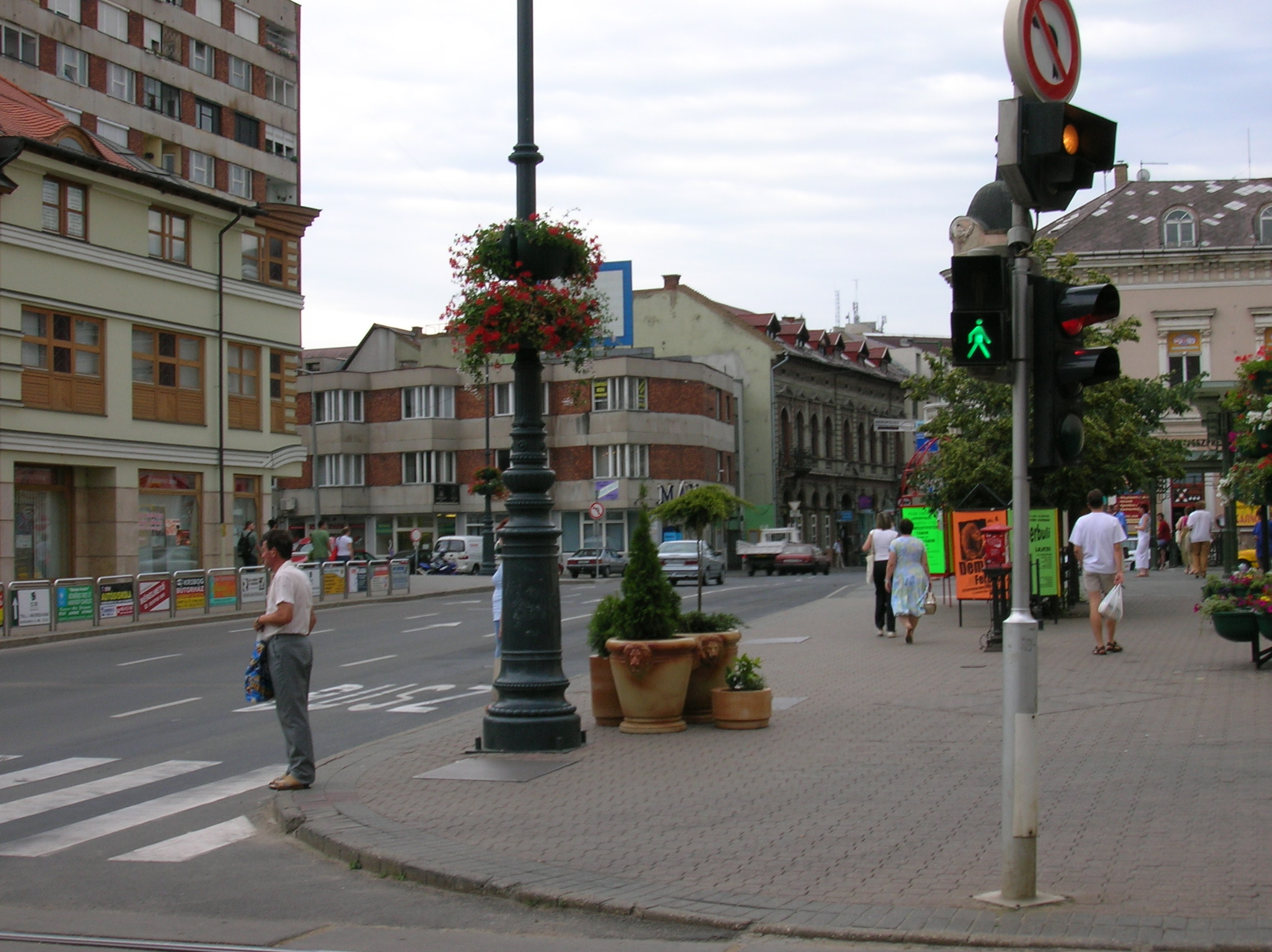
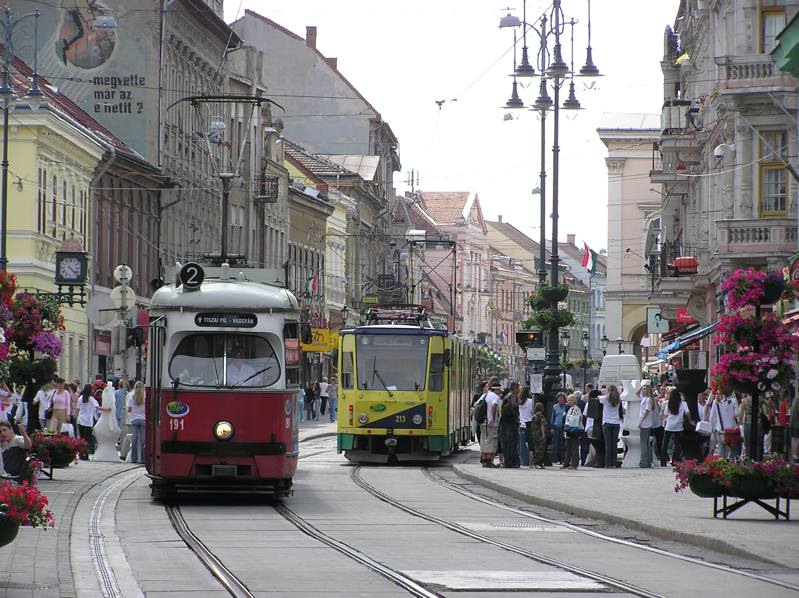
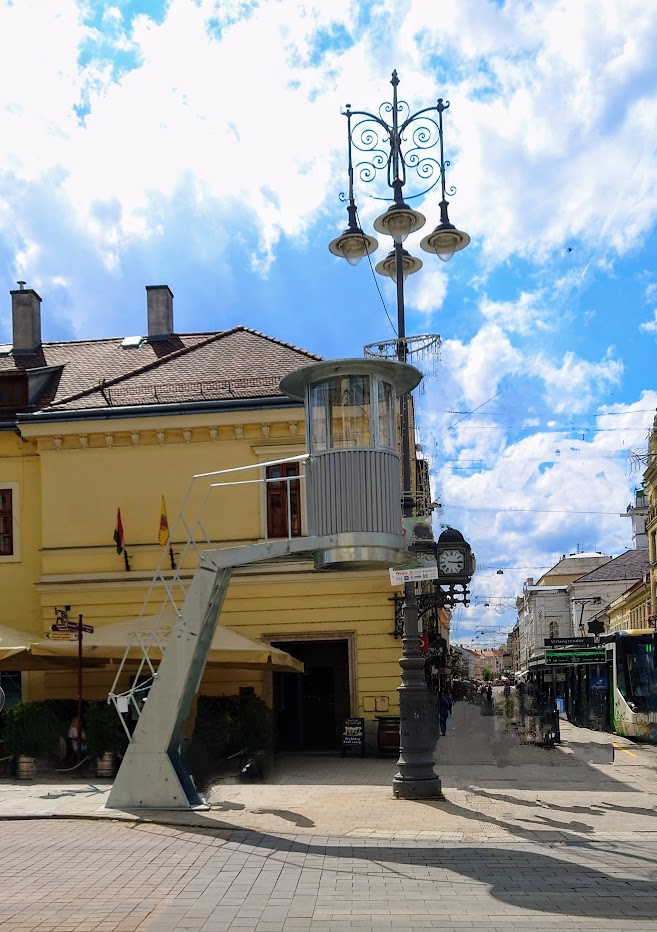
A 2024-ben felállított Villanyrendőr
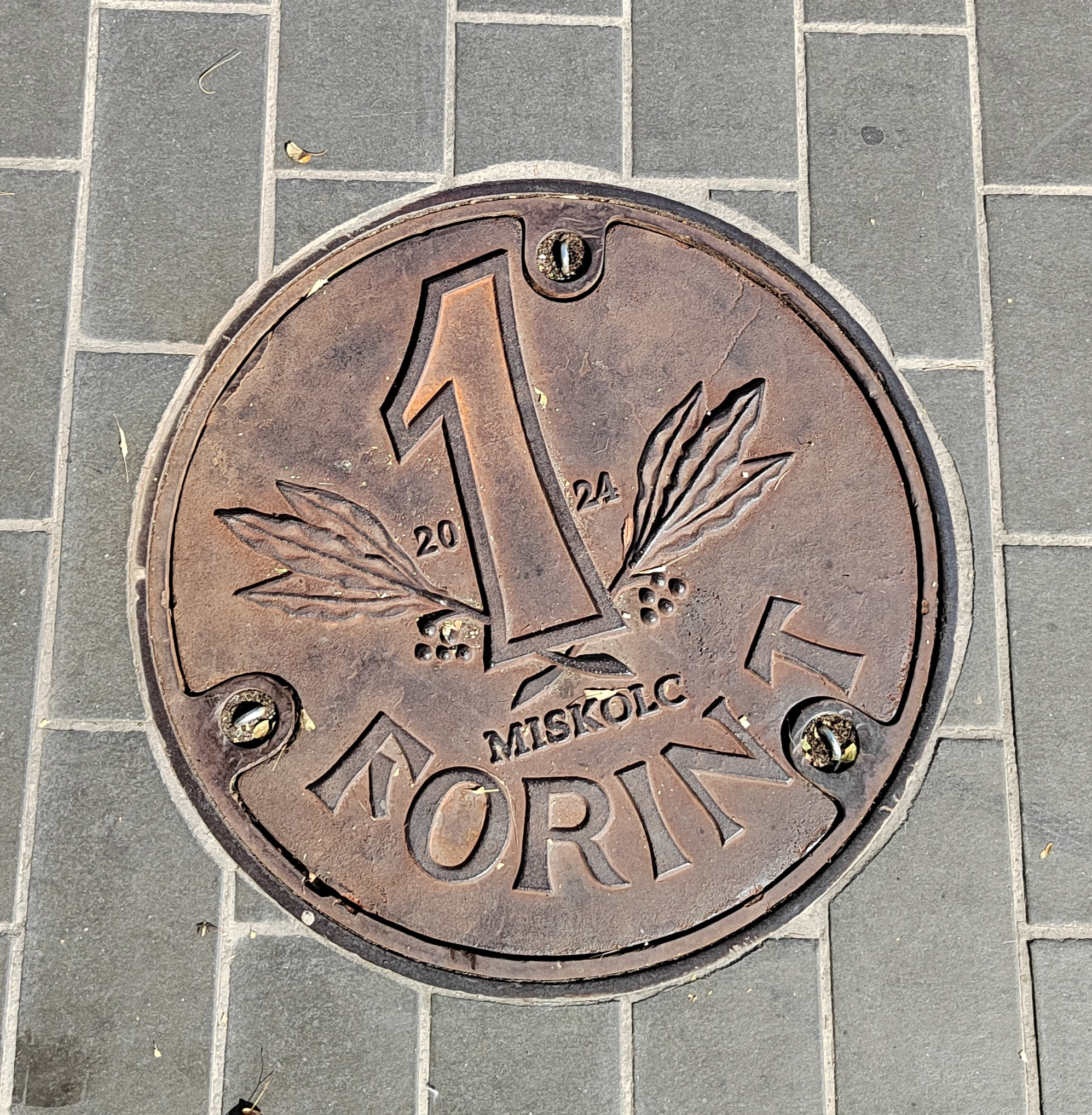
A környék egykori „Forint” becenevének emléket állító fedél